# Putnam Aldrich
Putnam Aldrich (Swansea, 14 juillet 1904 - Cannes, 18 avril 1975) est un claveciniste américain.

## Biographie
Né Swansea dans le Massachusetts en 1904, il appartient à la première génération des clavecinistes américains. 
Il commence par l'étude du piano à Paris en 1929 avec Wanda Landowska, ce qui le  conduit vite à se mettre au clavecin. Il est à la fois son élève et son assistant pendant cinq ans.
En 1949, Il est parmi les membres fondateurs de la Society for Music in the Liberal Arts College, organisation de professeurs de musique, que rejoignit bientôt Karl Geiringer, biographe de Bach et de sa famille.
Il a publié de nombreux articles de musicologie relatifs au répertoire baroque.
À partir de 1950, après avoir enseigné à l'université Case Western Reserve, il enseigna à l'université Stanford (Californie) en tant que spécialiste de la musique baroque, notamment de la basse continue et la musique française.
Parmi ses élèves nous citons les musicologues George Houle (Stanford University), William Mahrt (université Stanford), Erich Schwandt (École de musique Eastman, puis université de Victoria, Newman Powell, Don Franklin (université de Pittsburgh).

## Anecdote
Il dut affronter une tradition bien ancrée chez les interprètes du répertoire classique et romantique qui consiste à ne rien tolérer qui s'écarte de la partition. Vers la fin des années 1940, Putnam Aldrich joua le 5e Concerto brandebourgeois sous la direction de Pierre Monteux. Il raconta ce qui arriva lors d'une répétition : « Je commençai directement en réalisant la basse figurée du tutti initial. Le chef m'interrompit : Que sont ces accords que vous êtes en train de jouer ? Bach n'a pas écrit d'accords ici ! J'essayai d'expliquer que les chiffres sous la partie de clavecin représentaient des accords, mais il répliqua : Si Bach avait voulu des accords, il aurait écrit des accords. Ceci doit être une interprétation authentique. Nous jouerons seulement ce que Bach a écrit ! Puis, en aparté aux autres musiciens : vous voyez, les musicologues ont toujours le nez dans leurs livres et ils oublient de regarder ce que Bach a écrit. » Arrivé au second mouvement, le maestro dut admettre que la ligne de basse sans harmonisation était insuffisante et donna à Putnam Aldrich la permission d'ajouter « quelques discrets accords ».